# James Stuart (Officier de la Compagnie anglaise des Indes orientales)
Ne doit pas être confondu avec James Stuart (1741–1815), qui sert également en Inde à la même époque
Pour les articles homonymes, voir James Stuart et Stuart.
Le Major-General James Stuart (mort le 2 février 1793) est un officier de la British Army qui sert au cours de nombreuses guerres coloniales, dans la seconde moitié du XVIIIe siècle. Son service dans la Compagnie anglaise des Indes orientales est marqué par son conflit avec Lord Pigot, le gouverneur de Madras ; l'arrestation de ce dernier par Stuart en 1776 conduit à sa suspension en tant que commandant-en-chef, et il est laissé sans affectation jusqu'en 1780. Il combat pendant la deuxième guerre de Mysore, mais est relevé de son commandement en 1782 par Lord Macartney, ce qui provoque un duel entre les deux hommes. Stuart est le frère cadet du politicien et avocat Andrew Stuart.

## Biographie

### Guerre de Sept Ans
Stuart intègre la British Army et est nommé captain du 56e Regiment of Foot le 1er novembre 1755. Il combat pour la première fois pendant le siège de Louisbourg sur l'Île Royale (aujourd'hui Nouvelle-Écosse) sous les ordres de Lord Amherst en 1758. Le 9 mai de la même année il est promu au rang de major et, en 1761 il est présent au sein du régiment du Colonel Morgan à la réduction de Belle-Île. Pendant l'expédition, il remplit la fonction de « quartermaster-general » (quartier-maître général), et obtient à son retour le rang de lieutenant-colonel.
De Belle-Île il se rend aux Indes occidentales et sert lors de l'expédition contre le Martinique, qui est prise en février 1762 et, à la mort du Colonel Morgan, il prend le commandement du régiment. Après la conquête de la Martinique son régiment reçoit l'ordre de se joindre à expédition contre La Havane, où il se distingue par sa conduite lors de l'assaut contre le Castillo de los Tres Reyes del Morro, dont la capture est déterminante pour le succès de l'expédition.

### Conflit avec Lord Pigot
En 1775, il reçoit la permission d'entrer au service de la Compagnie anglaise des Indes orientales en tant que commandant en second sur la côte de Coromandel, avec le grade de colonel. À son arrivée, il trouve un conflit entre le conseil de la Présidence de Madras et le gouverneur, Lord Pigot. Le 23 août 1776, il arrête le gouverneur de Madras, à la demande de la majorité du conseil. Lorsque la nouvelle parvient en Grande-Bretagne, Stuart est suspendu de son commandement-en-chef par les directeurs de la compagnie, et de son grade de brigadier-general, auquel il avait accédé en succédant à Sir Robert Fletcher, mort en décembre 1776.
Bien qu'il ait demandé à plusieurs reprises à être jugé, et en dépit des ordres péremptoires venus d'Angleterre, il ne parvient pas à passer en cour martiale avant décembre 1780, date à laquelle il est acquitté avec les honneurs. Il reçoit en compensation la solde qui lui était due depuis sa suspension.

### Deuxième guerre de Mysore
Le 11 janvier 1781, il est restauré dans son rang de commandant en chef à Madras sur ordre du gouverneur et du conseil. Il retourne à Madras en 1781 et, sous les ordres de Sir Eyre Coote, il prend part à la bataille de Porto Novo (en) le 1er juillet, et il se distingue par sa conduite adroite de la deuxième ligne des forces britanniques. Lors de la bataille de Pollilur (en), le 27 août, sa jambe est emportée par un boulet de canon. Le 19 octobre, il est promu au rang de major-general et, au retour de Sir Eyre Coote au Bengale il prend le commandement des forces à Madras. Lord Macartney, le gouverneur, cependant, ne lui laisse pas la liberté d'action dont Eyre Coote avait joui, et à la mort d'Hyder Ali le 7 décembre, il lui demande d'attaquer immédiatement l'armée de Mysore. Stuart déclare que ses forces n'étaient pas prêtes, et il n'entreprend aucun mouvement pendant deux mois.

### Renvoi et retour en Grande-Bretagne

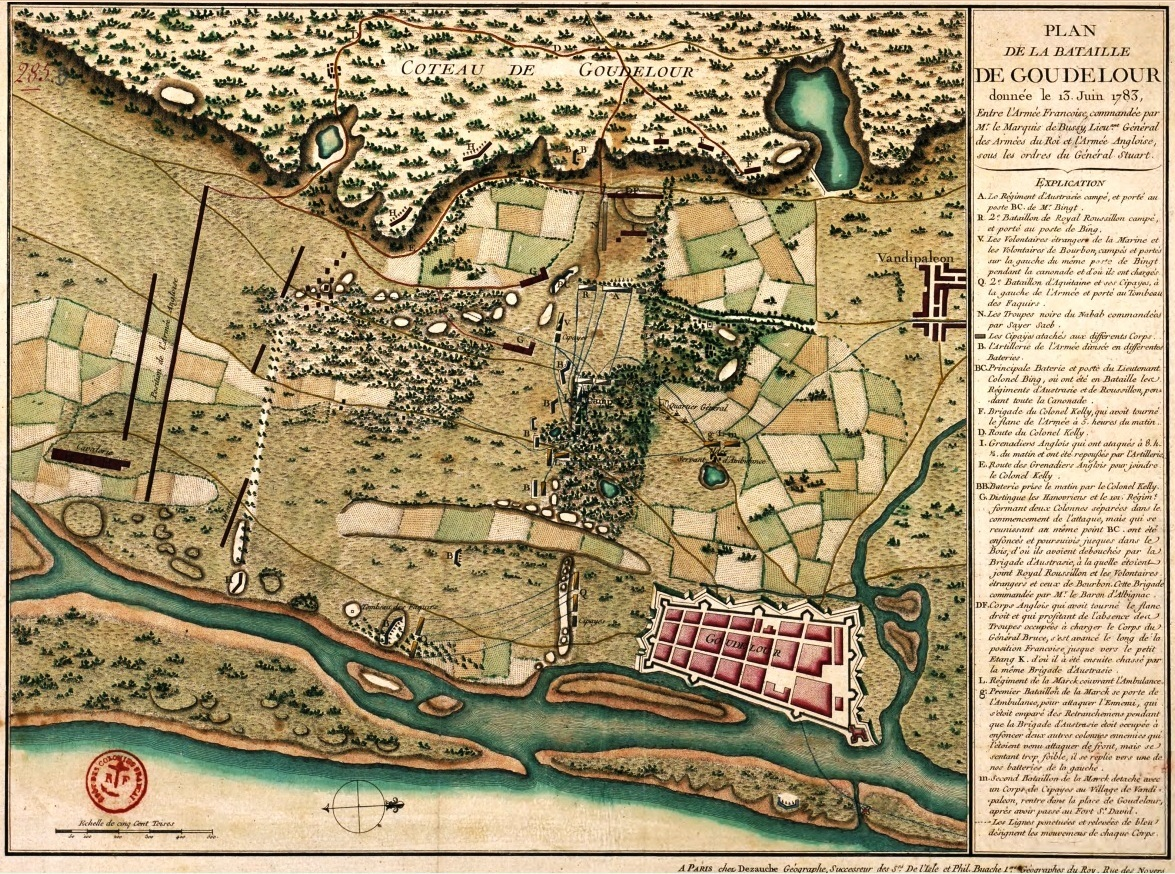
Carte du siège et de la bataille de Gondelour, juin 1783.

En 1783, avec une force de 15 000 hommes, il est chargé d'attaquer Gondelour où s'est retranchée une armée française sous les ordres du marquis de Bussy. Son action est soutenue en mer par l'escadre de l'amiral Hughes qui doit empêcher l'arrivée de renforts français depuis Trinquemalay (Ceylan). Mais le 20 juin 1783, l'escadre anglaise est lourdement défaite par l'armée navale de Suffren. Hughes s'enfuit sur Madras et Suffren rétablit les liaisons avec Gondelour, ce qui hôte tout espoir à Stuart de s'emparer de la place.
Quelques jours plus tard, la frégate Medea arrive d'Europe avec les dépêches qui apprennent que la paix a été signée cinq mois plus tôt. Stuart, à qui on fait porter la responsabilité de l'échec devant Gondelour, est relevé de son commandement par le gouvernement de Madras. Il est détenu à Madras, avant d'être renvoyé en Grande-Bretagne. Le 8 juin 1786, bien qu'il soit incapable de tenir debout, en raison de ses blessures, il se bat en duel contre Lord Macartney à Hyde Park et est grièvement blessé. Le 8 février 1792, il est nommé colonel du 31e (Huntingdonshire) Regiment of Foot.
Il décède le 2 février 1793. Son portrait, peint par George Romney, est gravé par Hodges. Il épouse Lady Margaret Hume, fille de Hugh Hume-Campbell, 3e comte de Marchmont, sans descendance.